# 燦爛時光 (2006年電影)
《燦爛時光》，是嶄越製作室於2006年出品的香港獨立影片，由張曉峰導演，謝以律及莫佩芬主演。

## 故事簡介
陳駿樂生長於小康之家，自小生活無憂，事事順境，從自己的興趣中得到了別人的認同，也藉此結識一班志同道合的朋友。
時間飛逝，無憂無慮的大學生活轉眼過去，一班滿懷大志的小伙子於2003年出來社會謀事，卻遇上沙士所引致的經濟蕭條；面對著與理想大相逕庭的現實社會，他們有的選擇面對，努力適應，有的卻只是終日抱怨，只懂懷念昔日的燦爛時光。
到底是光輝不再，還是從未發亮？
或是，有更多的燦爛時光，讓他們一起去創！

## 主要角色
| 謝以律 | …… | 阿樂   |
| 莫佩芬 | …… | HILDA  |
| 張瑞熙 | …… | 阿傑   |
| 吳震邦 | …… | 阿恆   |
| 鄧緯榮 | …… | KEITH  |
| 吳明珠 | …… | MAGGIE |

## 外部連結
《燦爛時光》官方網站